# دانشگاه آزاد بین‌المللی
دانشگاه آزاد بین‌المللی (IOU) یک دانشگاه خصوصی آموزش مجازی است که دفتر مرکزی آن در گامبیا قرار دارد. این دانشگاه به عنوان دانشگاه آنلاین اسلامی توسط بلال فیلیپس در سال ۲۰۰۷ تأسیس شد و دوره‌های خود را در مقطع کارشناسی و کارشناسی ارشد ارائه می‌دهد.

## زمینه
این دانشگاه در ابتدا در سال ۲۰۰۱ تأسیس شد. ولی به دلیل مشکلات فنی تعطیل شد. سپس در آوریل ۲۰۰۷، با نام دانشگاه آنلاین اسلامی، با ارائه بیشتر دوره‌های کوتاه مدت کاملاً رایگان بازگشایی شد. در ۱۳ ژانویه ۲۰۲۰، از طریق صفحه رسمی فیس بوک IOU اعلام شد که نام مؤسسه به دانشگاه آزاد بین المللی تغییر یافته‌است.
دانشگاه آزاد بین المللی در سال ۲۰۱۸ یکی از متنوع‌ترین دانشگاه‌ها از نظر قومیتی شناخته شده‌است.
در سال ۲۰۱۸، برنامه‌های دانشگاه آزاد بین‌المللی در بین شش بهترین برنامه آنلاین مطالعات خاورمیانه توسط دانشجویان موفق رتبه‌بندی شد، اگرچه تا ژوئن ۲۰۲۰ از این فهرست حذف شد.
در سال ۲۰۲۱، روزنامه اینترنتی برجسته کنیایی توکو، در گزارش خود دانشگاه آزاد بین المللی IOU را به عنوان یکی از دانشگاه‌های معتبر آموزش آنلاین در آفریقا، همراه با دانشگاه ژوهانسبورگ، دانشگاه زامبیا، دانشگاه آفریقای جنوبی، دانشگاه نایروبی و دانشگاه پرتوریا مطرح نمود.

## وابستگی‌ها
دانشگاه آزاد بین‌المللی عضو کامل انجمن دانشگاه‌های آفریقا است، همچنین عضو تأیید شده شورای بین‌المللی آموزش آزاد و از راه دور، عضو شبکه تضمین کیفیت آفریقا (AfriQAN)، انجمن آژانس‌های تضمین کیفیت جهان اسلام (IQA) عضو وابسته شبکه بین‌المللی آژانس‌های تضمین کیفیت در آموزش عالی (INQAAHE), انجمن دانشگاه‌های آزاد آسیایی، و همچنین عضو شورای بین‌المللی مدرسان مالی اسلامی (ICIFE) و عضوی از شبکه Talloires.

## خدمات اجتماعی
دانشگاه آزاد بین المللی خدمات اجتماعی اجباری را برای دانشجویان به عنوان بخشی از الزامات فارغ‌التحصیلی تعیین کرده‌است. به منظور فارغ‌التحصیلی، علاوه بر شرایط تحصیلی، دانشجویان موظف به تکمیل ۲۱۶ ساعت خدمات اجتماعی هستند.